# Irving Fazola
 (mai 2018).
Si vous disposez d'ouvrages ou d'articles de référence ou si vous connaissez des sites web de qualité traitant du thème abordé ici, merci de compléter l'article en donnant les références utiles à sa vérifiabilité et en les liant à la section « Notes et références ».
Henry Prestopnik, dit Irving Fazola, est un clarinettiste, et saxophoniste de jazz américain, né à La Nouvelle-Orléans, Louisiane, le 10 décembre 1912, décédé dans la même ville, le 20 mars 1949.

## Biographie
Irving Fazola vivait en Louisiane et commença la clarinette en autodidacte.
Il joua avec l'orchestre de Glenn Miller.
Il prend le pseudonyme de "Fazola" car ses camarades se moquaient de sa façon de prononcer les notes à la française avec un accent hispanique qu'il avait acquis en Louisiane.

## Discographie
Avec Billie Holiday
- 1936 : A Fine Romance
- 1938 : Five Point Blues
- 1939 : Diga Diga Doo

Avec Jess Stacy
- 1939 : Clarinet Blues

Avec Bob Crosby
- 1940 : Jazz Me Blues
- 1945 : Mostly Faz
- 1945 : Sweet Loraine
- 1946 : Farewell Blues